# Ватиканський пагорб
Ватика́нський па́горб (лат. Mons Vaticanus) — пагорб на правому березі Тибру в північно-західній частині Риму. Назва пагорба походить від оракула (лат. Vaticinium), що був тут у давнину. Калігула посадив тут сади, а Нерон збудував цирк, у якому сам давав вистави. Нині на пагорбі міститься держава Ватикан.
На честь цієї місцевості названо астероїд 416 Ватикана.